# Austrodrillia
Austrodrillia is een geslacht van weekdieren uit de klasse van de Gastropoda (slakken).

## Soorten
- Austrodrillia agrestis (Verco, 1909)
- Austrodrillia albobalteata (E. A. Smith, 1890)
- Austrodrillia angasi (Crosse, 1863)
- Austrodrillia beraudiana (Crosse, 1863)
- Austrodrillia dimidiata (G. B. Sowerby III, 1896)
- Austrodrillia hinomotoensis Kuroda & Oyama, 1971
- Austrodrillia rawitensis Hedley, 1922
- Austrodrillia saxea (G. B. Sowerby III, 1896)
- Austrodrillia secunda Powell, 1965
- Austrodrillia sola Powell, 1942
- Austrodrillia subplicata (Verco, 1909)